# Mutilarea genitală la femei

Mutilarea genitală a femeilor (MGF) este definită de Organizația Mondială a Sănătății (OMS) ca fiind procedura care constă în "îndepărtarea parțială sau totală a organelor genitale externe feminine, sau crearea altor leziuni organelor genitale feminine pentru non-motive medicale."  Termenul de "mutilare" folosit pentru circumcizia feminină denotă subiectivismul etnocentric al celor care îl folosesc, întrucât procedura mutilării genitale masculine este numită eufemistic doar "circumcizie". Enciclopediile occidentale precum Britannica preferă de aceea ca primă definiție a procedurii sintagma neutră "tăiere genitală feminină." (Female Genital Cutting). In "Dictionary of Public Health" publicat de Oxford University Press (și consultat prin "Oxford Reference Online" în 14 aprilie 2017), mutilarea genitală tratează atât circumcizia masculină cât și pe aceea feminină, înlăturând astfel parti pris-ul. Conform unui raport UNICEF 2013, 125 de milioane de femei și fete din Africa și din Orientul Mijlociu s-au confruntat cu MGF.  OMS consideră că  "procedura nu are beneficii de sănătate pentru fete și femei", iar "procedurile pot provoca sângerări severe și probleme urinare, chisturi, infecții, infertilitate, precum și complicații la naștere cu un risc mai mare de deces al nou-născutului. Studii antropologice recente (2017) demonstrează însă că în comunitățile în care circumcizia este o practică răspândită, femeile care au fost supuse procedurii au mai mulți copii și un statut social mai bun decât cele care n-au fost circumcise. (https://www.nature.com/articles/s41559-016-0049)  MGF este recunoscută pe plan internațional ca o încălcare a drepturilor fetelor și femeilor. Această practică reflectă inegalitatea adânc înrădăcinată între sexe și constituie o formă extremă de discriminare împotriva femeilor.  Potrivit unui raport UNICEF, țările în care femeile sunt expuse la mutilare genitală cel mai des sunt Somalia (cu 98% dintre femei afectate), Guineea (96%), Djibouti (93%) , Egipt (91%), Eritreea (89%), Mali (89%), Sierra Leone (88%), Sudan (88%), Gambia (76%), Burkina Faso (76%), Etiopia (74%) , Mauritania (69%), Liberia (66%), și Guineea-Bissau (50%). 
Mutilarea genitală a femeilor face parte din ritualurile și obiceiurile culturale locale în diferite comunități sau țări din Africa și Orientul Mijlociu. Această practică continuă să existe inclusiv în locuri unde este interzisă de legislația națională. Conform Comitetului Inter-African, MGF este definită ca o "practică tradițională dăunătoare". Datorită globalizării și a imigrației, MGF s-a răspândit dincolo de Africa și Orientul Mijlociu în țări precum Australia, Belgia, Canada, Franța, Noua Zeelandă, SUA, și Marea Britanie 

## Istoric
Prima atestare istorică a mutilării genitale a femeilor a fost făcută în anul 450 î.Hr. de către istoricul grec Herodot. Alte referințe antice au fost făcute de către Strabon în anul 25 î.Hr., Soramus (138 d.Hr.) și Aetius (502-575 d.Hr.).
Semne ale acestei practici au fost descoperite în cursul examinării medicale a mumiilor egiptene datând din anul 200 î.Hr., mutilarea genitală fiind frecventă mai ales în rândul persoanelor bogate și influente.
Mutilarea genitală a femeilor era utilizată ca o centură de castitate fiziologică în Roma antică și Arabia.
În secolul al XIX-lea, mutilarea genitală era practicată în Europa și America de Nord ca un remediu pentru diverse afecțiuni ca: epilepsie, isterie si masturbare. În Rusia țaristă, așa numiții Skopotzy (circumcizeri), de religie creștină, practicau infibularea pentru a asigura perpetuarea virginității. Ei îl invocau pe Matei în justificarea acestei practici: "vor fi eunuci, care s-au făcut ei înșiși eunuci de dragul împărăției cerului" (Matei 19:12).
Spre deosebire de circumcizia aplicată în cazul persoanelor de sex masculin, circumcizia feminină a fost un obicei exotic despre care popoarele europene nu aveau suficiente informații până ce au avut loc anumite descoperiri în secolul al XVII-lea. Deoarece fenomenul a fost studiat de antropologi și naturaliști sceptici care nu aveau destule cunoștințe de religie, nu s-a încercat explicarea acestei probleme din punct de vedere religios ca fiind un ritual de purificare spirituală ci, în mod contrar, s-a pus accentul mai mult pe partea medicală. Cea mai populară explicație era aceea că, din cauza climatului torid din Egipt și Africa, labiile și clitorisurile femeilor creșteau neavând o mărime normală și drept urmare trebuiau să fie micșorate sau tăiate cu totul pentru a se permite întreținerea de relații sexuale. O altă explicație a realizării acestei operațiuni era că excizia proteja femeia împotriva bolilor și paraziților, prevenind în același timp acumularea de secreții. 
Circumcizia feminină a fost și este încă, o practică folosită ca un rit de trecere și pregătire a fetelor pentru maturizare și implicit căsătorie. De multe ori în aplicarea acestei practici nu se foloseau anestezice iar cei care se ocupau cu asta nu prea aveau cunoștințe de anatomie sau medicină, existând riscul ca femeia să aibă toată viața probleme sau chiar să și moară.

## Contextul social

Hartă ce arată prevalența mutilării genitale la femei în Africa.

Circumcizia unei femei a fost și este considerată parte integrantă din societățile patriarhale care controlează sexualitatea și fertilitatea unei femei, prevenindu-se astfel activitatea sexuală a unei femei în afara căsătoriei. Multe dintre fete primeau prea puțină educație în legătură cu acest subiect, fiind evaluate în primă instanță ca surse de muncă și producătoare de copii. 
Virginitatea unei fete era considerată esențială atunci când familia acesteia îi aranja căsătoria și primea un preț pentru fată. În Somalia de exemplu familia soțului are dreptul de a inspecta corpul miresei iar mamele în special își verifică propriile fiice infibulate pentru a se asigura că încă sunt neatinse. În acest context, părinții vedeau infibulația cât și căsătoria precoce ca moduri de asigurare că fiicele lor rămâneau pure și astfel demne de prețul plătit pentru ele. 
În Kenya, în anumite triburi, fetele necircumcise erau considerate murdare și imature, fiind excizate la 14 sau 15 ani, de obicei înainte de a se căsători. Opinia fetelor conta foarte puțin sau deloc. Un tată afirma: „Fiica mea nu are de ales. Eu decid. Punctul ei de vedere nu este important”. Unele din ele care opuneau rezistență însă, erau tăiate cu forța. 
Din cauza lipsei lor de decizie și a puternicei influențe a tradițiilor, multe fete acceptau excizia ca pe un lucru necesar, natural, care făcea parte din viața lor. 
În Burkina Faso, directorul unui grup local de teatru, a rulat o piesă bazată pe experiența propriei lui nepoate, piesa fiind destinată în special bărbaților. Ulterior i s-a interzis să mai arate piesa.

## Tipuri de excizie
Organizația Mondială a Sănătății a împărțit mutilarea genitală feminină în patru tipuri:
- Tipul I - Sunnah = îndepărtarea prepuțului și a unei părți din clitoris. Este singura operațiune de acest fel care poate fi asemănată din punct de vedere medical cu circumcizia.
- Tipul II - Clitoridectomia = implică excizarea clitorisului și de multe ori a labiilor minore. Este cea mai comună operație de acest gen care este practicată în Africa, Asia, Orientul Mijlociu sau Peninsula Arabică.
- Tipul III - Infibularea sau circumcizia faraonică = este una dintre cele mai severe tipuri de excizie constând din excizia clitorisului, labiilor mici și părților interne ale labiilor mari urmând apoi ca acele două părți laterale ale vulvei să fie cusute, până ce se cicatrizează. Este lăsat un orificiu foarte mic pentru a se permite scurgerea urinei sau a sângelui menstrual.
- Tipul IV - Introcizia = această formă de mutilare este practicată în special de aborigenii Pitta-Patta din Australia: Când o fată ajunge la pubertate tot tribul se adună cu femeile și bărbații laolaltă. Cel care urmează să facă această operațiune este un om în vârstă care lărgește orificiul vaginal al fetei folosind trei degete. În alte zone perineul este tăiat cu un cuțit de piatră, după aceea urmând ca fata să aibă mai multe relații sexuale cu un număr oarecare de bărbați tineri. Introcizia este practicată de asemenea și în Peru, unde fata este intoxicată apoi operată de o femeie în vârstă folosind un cuțit din bambus.[8]

## Consecințe
Consecințele negative ale exciziei genitale feminine sunt multiple. Complicațiile medicale pe termen lung au fost și sau sunt inerente, la fel ca și cele psihologice. Efectele imediate se pot concretiza în dureri extreme, șoc, infecții, septicemie, hemoragii masive, retenții urinare, leziuni ale organelor operate care pot duce chiar la moarte. Efectele pe termen lung pot duce la apariția de chisturi în urma infibulării, apariția sindromului inflamator pelvian, infertilitate sau disfuncții sexuale. În urma unor astfel de intervenții, mai multe femei au declarat că au suferit adevărate traume psihologice care le-au afectat pe termen lung psihicul: aveau coșmaruri, sufereau de anxietate, depresii, teama de a întreține relații sexuale sau pierderea încrederii în sine. Pe de altă parte, la polul opus se află cele care au declarat că au fost încercate de sentimente de mândrie, incluziune sau frumusețe.

## Studii de caz
- Elizabeth W. Moen de la Departamentul de Sociologie, Universitatea din Colorado a împărtășit tuturor experiența prin care ea însăși a trecut în urma exciziei:

“Aveam 12 ani când am fost excizată. Îmi amintesc fiecare detaliu al operației. În satul nostru multe fete de aceeași vârstă sunt operate de un „excizor” special sau un om care opera direct în colibă. Oamenii din sat se adună pentru a participa împreună la această activitate. Noaptea înainte de operație tobele erau bătute până târziu. Dis de dimineață în ziua următoare două dintre mătușile mele m-au luat și m-au dus la casa celei care urma să mă excizeze, o femeie bătrână din casta fierarilor. În Mali, este obiceiul ca femeia din această castă să facă ambele operații, atât cea de clitoridectomie cât și infibulația. Nici nu știam ce înseamnă exact excizia, deși văzusem poate cu diferite ocazii grupuri de fete care erau excizate din mers. Nu era o priveliște plăcută. Spatele lor era legat și ele arătau precum niște femei bătrâne care de abia se puteau ține una de alta. Odată intrată în casa celei care urma să mă excizeze, mi s-a făcut foarte teamă, deși fusesem asigurată că nu mă va durea. Deși era dimineața devreme, am început să transpir și gâtul mi se uscase. Mi s-a zis să mă întind pe un preș de pe podea. Imediat, niște mâini imense s-au grăbit să îmi deschidă picioarele mele subțiri. Mi-am ridicat capul, dar imediat din ambele părți au venit două femei care m-au ținut la pământ și mi-au imobilizat brațele. 
Îmi era teribil de frică. Deodată o mână mi-a apucat organele genitale. Am încercat să scap dar nu mă puteam mișca. Apoi o durere teribilă mă străpungea din ce în ce mai tare. Femeia mi-a tăiat labiile apoi clitorisul. A durat foarte mult pentru că totul trebuia făcut așa cum trebuia. Mă simțeam de parcă eram ruptă în bucățele. Regula spune că nu trebuie să plângi după această operație. Am încălcat această regulă. Am țipat și am plâns și sângeram foarte mult. Apoi cea care m-a operat mi-a pus pe rană o mixtură din plante medicinale și unt pentru a stopa sângerarea. Niciodată nu am mai simțit o durere precum aceea. Ulterior, femeile care mă țineau mi-au dat drumul, dar nu am putut să mă ridic. Vocea bătrânei se aude: „Totul s-a terminat. Te poți ridica, vezi.. nu a durut așa tare.” Cu ajutorul a două femei am fost pusă pe picioare și nu numai că am fost forțată să merg acolo unde așteptau celelalte fete excizate dar ne-au pus să și dansăm. La ordinele femeii însărcinată cu această treabă, am fost nevoită să mă alătur unui grup de tineri și bătrâni care s-au adunat cu această ocazie pentru a ne vedea cum dansam. Nu pot să vă descriu cum m-am simțit. Ardeam din toate încheieturile. În lacrimi, am sărit un pic împreună cu ceilalți care erau și ei toți forțați să danseze. În mijlocul acestei afaceri monstruoase a fetelor excizate, sângerânde și care dansau, totul a început să se învârtă în jurul meu și nu mi-am mai amintit nimic. Am fost întinsă într-o colibă când mi-am venit în fire, erau mai mulți oameni în jurul meu. Mai târziu, cele mai teribile momente din viața mea au fost acelea când a trebuit să urinez. A durat o lună până m-am vindecat. După aceea, m-am însănătoșit dar eram bătaia de joc a tuturor pentru că spuneau că nu am fost curajoasă.”'' 
- Aisha,o tânără născută în Franța dar a cărei familie provenea din Mauritania, a declarat că nu a putut să înțeleagă ceea ce i s-a întâmplat și cum de părinții ei au permis o asemenea faptă: “Tot ceea ce îmi amintesc este că eram plină de sânge, mi-a fost tăiat clitorisul înainte ca eu să mai apuc să scot vreo vorbă. Ceea ce mi s-a întâmplat m-a făcut să mă simt goală pe dinăuntru, mi-am pierdut încrederea în sine și am avut probleme în ceea ce privește relațiile cu persoanele de sex opus.” [11]

## Excizia în literatura africană
Există o serie de femei africane care au împărtășit propriile lor traume prin intermediul scrierilor lor. Ele au declarat că rana provocată de aceste excizii este dublă, atât fizică cât și psihică. Cele care au scris despre acest subiect consideră că autobiografia constituie un mod de vindecare și consolare pentru ceea ce li s-a întâmplat. 
Protagonista Bertha, din cartea Calixthei Beyala Seul Dieu le savait, declară: „Îmi vreau corpul înapoi.”, Tanga din Tu t”appelleras Tanga (1988) vrea să elibereze logica corporală aplicată de bărbați asupra corpului femeilor. 
În cartea Woman at Point Zero a egipteanului Nawal El Saadawi se povestește despre Firdaus, o prostituată care și-a revărsat furia împotriva acestui sistem patriarhal, înjunghiindu-și peștele.

## Țări practicante
- Cazurile de infibulație se mai întâlnesc și astăzi în Estul Africii: Somalia (toate fetele, fără excepție), Sudan, Etiopia (de-a lungul coastei Mării Roșii), Eritrea, Nordul Kenyei, Sudul Egiptului sau în Nordul Nigeriei. Aceste cazuri se întâlnesc în mod izolat și în sudul Europei, Ecuador, Brazilia, Mexic, Noua Guinee, Malaysia, India, Pakistan sau mai frecvent în rândul musulmanilor din Siria, Palestina, Arabia Saudită, Yemen, Liban, Irak, Turcia, Libia, Tunisia și Alger.[10]

## Concluzii
Circumcizia feminină sau mutilarea genitală nu mai poate fi văzută ca un obicei străvechi împământenit în tradiție ci a devenit o problemă actuală atât în Africa cât și în alte țări din vest și nu numai. De-a lungul ultimilor ani a crescut îngrijorarea asupra găsirii unei posibilități de a stopa această practică cât și asupra unor metode care să asigure recuperarea fizică și psihică a femeilor și fetelor care au trecut printr-o astfel de practică. S-a stabilit că este nevoie de o mai mare muncă de cercetare în ceea ce privește această problemă din care derivă consecințe fizice grave, sexuale sau psihologice.